# Armon Watts
Armon Watts (geboren am 22. Juli 1996 in St. Louis, Missouri) ist ein US-amerikanischer American-Football-Spieler auf der Position des Defensive Tackles. Er spielte College Football für die University of Arkansas und steht für die New York Giants in der National Football League (NFL) unter Vertrag. Zuvor spielte Watts für die New England Patriots, drei Jahre lang für die Minnesota Vikings sowie ein Jahr lang für die Chicago Bears und die Pittsburgh Steelers.

## College
Watts besuchte die Christian Brothers High School in Town and Country, einem Vorort von St. Louis, Missouri, und spielte dort erfolgreich Football sowie auch Basketball und Fußball. Ab 2014 ging Watts auf die University of Arkansas, um College Football für die Arkansas Razorbacks zu spielen. Nach einem Redshirtjahr spielte er drei Jahre lang als Ersatzspieler keine große Rolle, bevor er in der Saison 2018 zum Stammspieler avancierte. Dabei bestritt Watts von zwölf Spielen elf als Starter und konnte dabei mit 49 Tackles, davon 8,5 für Raumverlust, und sieben Sacks überzeugen. Zudem erzwang er drei Fumbles und wehrte zwei Pässe ab.

## NFL
Watts wurde im NFL Draft 2019 in der sechsten Runde an 190. Stelle von den Minnesota Vikings ausgewählt. Sein NFL-Debüt gab er am 10. Spieltag gegen die Dallas Cowboys, dabei erzielte er zusammen mit Everson Griffen einen Sack gegen Dak Prescott. Anschließend wurde er als Ergänzungsspieler eingesetzt und lief am für Minnesota bedeutungslosen letzten Spieltag der Regular Season gegen die Chicago Bears als Starter auf. Insgesamt gelangen Watts als Rookie 1,5 Sacks. Die beiden Play-off-Spiele der Vikings verpasste er wegen einer Beinverletzung. In der Saison 2020 kam Watts hinter Shamar Stephen und Jaleel Johnson als Ergänzungsspieler in allen 16 Partien zum Einsatz und erzielte 31 Tackles sowie einen halben Sack. In seinem dritten Jahr war Watts nach Michael Pierce und Dalvin Tomlinson wiederum nur Reservist, kam aber in neun Partien als Starter zum Einsatz, da Pierce verletzungsbedingt mehrere Spiele verpasste. Dabei gelangen ihm 46 Tackles und fünf Sacks.
Infolge eines Trades für Ross Blacklock entließen die Vikings Watts vor Beginn der Saison 2022, um sein Gehalt zu sparen. Daraufhin nahmen die Chicago Bears ihn über die Waiver-Liste unter Vertrag.
Im April 2023 unterschrieb Watts einen Einjahresvertrag bei den Pittsburgh Steelers.
Im März 2024 nahmen die New England Patriots Watts unter Vertrag. Er wurde vor Saisonbeginn auf die Injured Reserve List gesetzt. Anfang Oktober 2024 lösten die Patriots den Vertrag mit Watts auf. Wenig später, am 15. Oktober 2024, verpflichteten die New York Giants den Defensiv-Veteranen für ihr Practice Squad.

### NFL-Statistiken
| Saison                             | Saison | Spiele | Spiele      | Tackles | Tackles | Tackles | Tackles | Interceptions | Interceptions | Interceptions | Interceptions | Interceptions | Fumbles | Fumbles | Fumbles |
| Jahr                               | Team   | Spiele | als Starter | Gesamt  | Solo    | Ast     | Sacks   | PD            | INT           | Yds           | Lng           | TD            | FF      | FR      | TD      |
| ---------------------------------- | ------ | ------ | ----------- | ------- | ------- | ------- | ------- | ------------- | ------------- | ------------- | ------------- | ------------- | ------- | ------- | ------- |
| 2019                               | MIN    | 7      | 1           | 13      | 7       | 6       | 1,5     | 1             | 0             | 0             | 0             | 0             | 1       | 0       | 0       |
| 2020                               | MIN    | 16     | 0           | 31      | 12      | 19      | 0,5     | 0             | 0             | 0             | 0             | 0             | 0       | 0       | 0       |
| 2021                               | MIN    | 17     | 9           | 46      | 20      | 26      | 5,0     | 0             | 0             | 0             | 0             | 0             | 2       | 0       | 0       |
| 2022                               | CHI    | 17     | 12          | 35      | 18      | 17      | 1,0     | 0             | 0             | 0             | 0             | 0             | 0       | 0       | 0       |
| 2023                               | PIT    | 15     | 0           | 15      | 6       | 9       | 0,5     | 0             | 0             | 0             | 0             | 0             | 0       | 0       | 0       |
| 2024                               | NYG    | 5      | 0           | 7       | 3       | 4       | 0,0     | 0             | 0             | 0             | 0             | 0             | 0       | 0       | 0       |
| Gesamt                             | Gesamt | 77     | 22          | 147     | 66      | 81      | 8,5     | 1             | 0             | 0             | 0             | 0             | 3       | 0       | 0       |
| Quelle: pro-football-reference.com |        |        |             |         |         |         |         |               |               |               |               |               |         |         |         |